# エプロンおばさん
『エプロンおばさん』は、長谷川町子による日本の漫画。『サンデー毎日』（毎日新聞社）にて1957年1月6日号から1965年7月25日号まで連載された。4ページの読み切りだけでなく、4コマ漫画のページもある。昭和30年代の下宿屋を舞台にした作品で、日常生活のドタバタものだけでなく、当時の世相や、時事ネタ、風刺を取り入れた作品になっている。
単行本は姉妹社から刊行されていたが、同社の廃業後は朝日新聞出版から朝日文庫（全7巻）および長谷川町子全集版（全4巻、第26〜29巻）が出版されている。

## 登場人物
敷金なし
主人公。いつもエプロン（割烹着が多い）をしているので、みんなから「エプロンおばさん」と言う愛称で呼ばれている。
義理人情に厚く世話好きだが、少しおっちょこちょいで涙もろい性格。
2作目で入居希望者が「敷金なし」という広告を見て気に入ったが、それを聞いたトクコが（「しききん」でなく）「しきかね」と読み、「お母さんの名前」と説明していた。
正確な年齢は不明だが、「もうじき六十」と答えたため50代後半は確実。
毎日放送版ドラマでは望月優子、日本テレビ版ドラマでは藤村有弘、東宝宝塚映画のサザエさんシリーズの映画では三益愛子が演じている。
敷金勇
エプロンおばさんの夫でサラリーマン。
頑固だが、おっちょこちょいな面もある。また、ニュースの話となると、ついつい熱くなってしまう。大の巨人ファン。趣味は浪曲。
近所の人が「六十近い人」、トクコが勇に「五十男」と言ったため、年齢は50代後半。
結婚35年。なれそめはエプロンおばさんが女学生の頃、下駄の鼻緒を切らしたところを勇が持っていたスルメで鼻緒を直したのが切っ掛け。
社員旅行の幹事を任される。
日本テレビ版ドラマ第1期と東宝宝塚映画のサザエさんシリーズでは森川信が演じている。
原作では「勇」の名前が出ないため、長谷川町子美術館の別棟の長谷川町子記念館の「主な登場人物相関図」には名前は不明とされている。
敷金トクコ
エプロンおばさんの末娘で、高校生。
隠していた誕生日プレゼントを貰う前に、自分で取り替えに行くなど、ちゃっかりもの。
ボーイフレンドがいて、映画やデートに誘われる。
上記のおばさんの年齢からみて40過ぎでトクコを産んだことになる。
日本テレビ版ドラマ第一期では内村友美が演じている。
クスノキ
最初の下宿人。大学生、家庭教師のアルバイトをしている。就職後も下宿する。
日本テレビ版ドラマでは逗子とんぼが演じている。映画「サザエさんとエプロンおばさん」では茶川一郎が演じ、内見にくるも質問攻めにあい逃げ出してしまう。
鵜野目鷹助
下宿人。探偵会社に勤めている。結婚相手の素行調査等での失敗が多い。神田出身。
雨宿りに入った家の娘（名前はサカエ）がスルメを差し出し「イカすわねえ」と答え、タバコの空き箱や球根を出して求婚を申し込み、牛乳を出し「問題は父（乳）」と答えたが、娘の父は雨上がりの外を指差し「晴れてそわしてやろう」と言って結婚を許可された。
東宝宝塚映画のサザエさんシリーズの映画では高島忠夫が演じている。
カシマ君
下宿人。本来昭和荘に下宿するつもりだったが、おばさんの人柄に惚れ、下宿する。夜学生。
伊矢味（イヤミ）
下宿人。他の人にイヤミな事を言ったり、いたずらをする。
ちなみに「おそ松くん」のキャラクター「イヤミ」より登場が早かった。
つくしさん
夫婦で部屋を借りている。博多出身。
学生の下宿人
名前不明。東京オリンピックのときに出てくる。登場は1回だけ。
敷金家の娘
名前不明。酒屋に嫁いでいる（店名は「河屋」としか書かれていないが「三河屋」と思われる）。
2人の子持ち、うち上の子は名前が「タツコ」で小学1年生。
エプロンおばさんの姉
名前不明。若い頃は男性をよろめかしていた。
勇の母
女子大の英文科卒業で、世間話より世界情勢などの時事問題に関心がある。家事が苦手。
いたずらをしたり、ちょっとイヤミな発言をしたり、後の「いじわるばあさん」の原型と思われる。

勇の妹
名前不明。
小料理屋から勇と出るところをいじわるばあさんに見られた。ばあさんは浮気と思い、急いでおばさんに通報するが、「主人の妹」と言われた。ばあさんは勇の妹を「渋皮むけたいい女」と見ていた。
- エプロンおばさんの孫が4人出てくるが、酒屋に嫁いだ娘の子供とは別で、エプロンおばさんにはもう一人子供がいるらしい。小学2年生の孫がいて、勇が作文の代筆をした。ほかに孫が2人いて、クスノキに面倒を見るように頼んだが、「テレビの推理番組が始まったよ」と隣の部屋に移動させ、その隙にお菓子をつまみ食いされ脱走された（当時敷金宅にテレビはなかった）。なお、敷金宅にテレビが置かれるのは「ハエ物語」[2]からで、勇が昼食時にテレビのスイッチをつけるシーンがある。
- 長谷川町子本人が、初回から登場し、その後も頻繁に登場する。
- いじわるばあさんが下宿の手伝いで、何度か登場する。
- サザエさんが一回だけ登場する。その代わり、エプロンおばさんが「サザエさん」（「別冊サザエさん」）に登場する。
- オンボロ人生（加藤芳郎作品）が一回だけ、登場する。
- 猫を飼っており（ミー公という名前）、途中で、犬（品種スパニエル）をもらい、飼う事になる。名前はコッペで、プライドが高い。犬を飼う話がもう一つあり、番犬になるか勇が泥棒に扮したが、警察に捕まってしまう。

## 作品中に出てくる主な世間のニュース
- アジア競技大会 - タクシーの運転手が、インドの選手を敷金宅に連れてくる。
- 皇太子御成婚 - 鵜野目の結婚式の途中、パレードが行われ、見物する。
- 1964年東京オリンピック - 勇が拾った定期券の届け先で、マラソン競技を目の前で見学。
- 修身復活 - 勇がトクちゃんに修身を教える。
- 岸信介首相 - エプロンおばさんが、岸首相についての世論調査をしている時、本人に聞いてしまう。
- 岩戸景気 - エプロンおばさんの娘の店にチンドン屋を呼ぶ。
- 私は貝になりたい事件 - 勇が入った飲食店の向かいの食堂の店主が「宣伝文句をまねされた」と怒鳴り込み、飲食店の店主が「店名をまねした」と反論。双方が店名を変えたが、同じ店名になってしまったというオチ。
- 1963年衆議院議員総選挙 - 立候補者が敷金宅を選挙事務所に借りる。

## テレビドラマ

### 毎日放送版
- 1959年3月2日 - 1959年9月28日　毎日放送制作・NET（現：テレビ朝日）系　月曜19:00 - 19:30
- 積水化学工業の一社提供。
- 出演：望月優子、杉浦宏、逗子とんぼ、井出涼太、住田知仁（現：風間杜夫）、佐山俊二、川崎玲子、中村是好、藤枝利民、大山一夫ほか

#### サブタイトル
1. 貸間ありの巻 （1959年3月2日）
2. かんしゃく玉の巻 （3月9日）
3. お腹がへるの巻 （3月16日）
4. わが青春の巻 （3月23日）
5. 迷子の巻 （3月30日）
6. カネタノムの巻 （4月6日）
7. （サブタイトル不明）（4月13日）
8. 才女の巻 （4月20日）
9. 高血圧の巻 （4月27日）
10. やせぐすりの巻 （5月4日）
11. 怪電話の巻 （5月11日）
12. 慰安旅行の巻 （5月18日）
13. キングサイズの巻 （5月25日）
14. 命短しの巻 （6月1日）
15. 間借人の巻 （6月8日）
16. 孫というものの巻 （6月15日）
17. 友遠方より来るの巻 （6月22日）
18. 縁談の巻 （6月29日）
19. PTAチンドン屋の巻 （7月6日）
20. 民謡大会の巻 （7月13日）
21. 海水浴場の巻 （7月20日）
22. 養母の巻 （7月27日）
23. 手品の巻 （8月3日）
24. 夏のアルバイトの巻 （8月10日）
25. 納涼ボクシング大会の巻 （8月17日）
26. 犬も食わないの巻 （8月24日）
27. 恋はままならぬの巻 （8月31日）
28. ミス・コンテストの巻 （9月7日）
29. 養子来るの巻 （9月14日）
30. 文化会リハーサルの巻 （9月21日）
31. お別れの巻 （9月28日）

| 毎日放送制作・NET系列 月曜19時台前半枠 | 毎日放送制作・NET系列 月曜19時台前半枠                               | 毎日放送制作・NET系列 月曜19時台前半枠 |
| 前番組                                 | 番組名                                                               | 次番組                                 |
| -------------------------------------- | -------------------------------------------------------------------- | -------------------------------------- |
| ホームコメディ 忘れたページ            | エプロンおばさん （毎日放送版） 【当番組より積水化学工業一社提供枠】 | セキスイお笑い撮影所 ボクは迷監督      |

### 日本テレビ版

#### 第1期
- 1963年7月3日 - 1965年3月31日　日本テレビ系　水曜12:15 - 12:40
- 品川燃料（現：シナネンホールディングス）の一社提供。
- 出演：藤村有弘、森川信、上原ゆかり、谷村昌彦、若水ヤエ子、由利徹、内村友美、千葉信男、楠トシエほか

##### サブタイトル
1. 貸間ありの巻 （1963年7月3日）
2. メイ探偵登場の巻 （7月10日）
3. 来客騒動の巻 （7月17日）
4. 暑気あたりの巻 （7月24日）
5. 二人の世の中の巻 （7月31日）
6. おアツイですの巻 （8月7日）
7. バカンス騒動の巻 （8月14日）
8. ボクのおじさんの巻 （8月21日）
9. 電話にご用心の巻 （8月28日）
10. おとなは子供の巻 （9月4日）
11. ヤッチン台風の巻 （9月11日）
12. 似たもの夫婦の巻 （9月18日）
13. 風速80メートルの巻 （9月25日）- ゲスト：林家三平
14. 犯人は誰だ!の巻 （10月2日）- ゲスト：コロムビア・トップ
15. 英語に強くなろうの巻 （10月9日）
16. お見合い騒動の巻 （10月16日）
17. 集団中毒の巻 （10月23日）
18. 責任重大の巻 （10月30日）
19. 目の毒気の毒の巻 （11月6日）
20. 初孫騒動の巻 （11月13日）- ゲスト：三木のり平
21. 女の子だもンの巻 （11月20日）
22. 特ダネを探せの巻 （11月27日）
23. サビをきかせの巻 （12月4日）
24. ボク売りますの巻 （12月11日）
25. ハンスト騒動の巻 （12月18日）
26. 偽留学生の巻 （12月25日）
27. 新春爆笑大会の巻 （1964年1月1日）
28. 遺言後始末の巻 （1月8日）
29. 有難迷惑の巻 （1月15日）
30. 歌えマー坊の巻 （1月22日）- ゲスト：上原ゆかり
31. 嫁の心の巻 （1月29日）- ゲスト：平凡太郎
32. ガン年齢の巻 （2月5日）
33. 敵を愛すの巻 （2月12日）
34. おばあちゃん上京の巻 （2月19日）
35. おばあちゃん活躍の巻 （2月26日）
36. 芝居づくしの巻 （3月4日）
37. いで湯の宿の巻 （3月11日）
38. 温泉日記の巻 （3月18日）
39. 美容相談の巻 （3月25日）
40. あの手この手の巻 （4月1日）
41. 受難亭主の巻 （4月8日）
42. 色に出にけりの巻 （4月15日）
43. 意地悪おばあちゃんの巻 （4月22日）
44. 危機一髪!の巻 （4月29日）
45. 身代り泥棒の巻 （5月6日）
46. 二人の相性の巻 （5月13日）

- 47. 父親教育の巻 （5月20日）
- 48. 仲人はご免の巻 （5月27日）
- 49. 不快指数85の巻 （6月3日）
- 50. スター誕生の巻 （6月10日）
- 51. ただいま見習の巻 （6月17日）
- 52. うらない問答の巻 （6月24日）
- 53. 乾杯!銀婚式の巻 （7月1日）
- 54. 才女作家登場の巻 （7月8日）
- 55. 親子酒の巻 （7月15日）
- 56. 証人の日記の巻 （7月22日）
- 57. 海へゆくの巻 （7月29日）
- 58. ガマンが肝心の巻 （8月5日）
- 59. 空巣にご用心の巻 （8月12日）
- 60. 困った見合いの巻 （8月19日）
- 61. 老兵は死なずの巻 （8月26日）
- 62. 木石にあらずの巻 （9月2日）
- 63. 赤ちゃん騒動の巻 （9月9日）
- 64. 犬も喰わないの巻 （9月16日）
- 65. おばさん大阪へ行くの巻 （9月23日）- ゲスト：大村崑
- 66. 身代り見合いの巻 （9月30日）
- 67. 秋深し･･･の巻 （10月7日）
- 68. 離婚式の巻 （10月14日）
- 69. オリンピック異聞の巻 （10月21日）
- 70. ケチケチいこうの巻 （10月28日）
- 71. ささげ銃の巻 （11月4日）
- 72. 壺のおへその巻 （11月11日）
- 73. 大阪の親戚の巻 （11月18日）
- 74. 催眠術騒動の巻 （11月25日）
- 75. 臨時女房の巻 （12月2日）- ゲスト：玉川良一
- 76. 商売今昔の巻 （12月9日）
- 77. 夫婦医者の巻 （12月16日）
- 78. モードを作れの巻 （12月23日）
- 79. 値上げ作戦の巻 （12月30日）
- 80. おやじ万歳!の巻 （1965年1月6日）
- 81. 特ダネ騒動の巻 （1月13日）
- 82. 電気はにが手の巻 （1月20日）
- 83. 金の卵の巻 （1月27日）- ゲスト：トニー谷
- 84. 俺についてこいの巻 （2月3日）
- 85. 酒癖が悪いの巻 （2月10日）
- 86. 花嫁捕物帳の巻 （2月17日）
- 87. 事故多しの巻 （2月24日）
- 88. 人は見かけに･･･の巻 （3月3日）
- 89. 医者と泥棒の巻 （3月10日）
- 90. にわか成金の巻 （3月17日）- ゲスト：南利明
- 91. 浮気調査の巻 （3月24日）
- 92. 春や春の巻 （3月31日）

#### 第2期
- 1967年3月7日 - 1968年2月27日　日本テレビ系　火曜12:00 - 12:25
- 前期は日本ハム、後期は立川ブラインド工業のそれぞれ一社提供。
- 出演：藤村有弘、柳家小せん (4代目)、天地総子、江木俊夫、若水ヤエ子、晴乃チック・タック、なべおさみ、左とん平、Wけんじ、玉川良一、人見明、てんぷくトリオほか

##### サブタイトル
1. 似たもの夫婦の巻 （1967年3月7日）
2. 木石にあらずの巻 （3月14日）
3. 色に出にけりの巻 （3月21日）
4. 正義派泥棒の巻 （3月28日）- ゲスト：由利徹
5. （サブタイトル不明）（4月4日）
6. 女三人寄ればの巻 （4月11日）
7. 恋にご用心の巻 （4月18日）
8. 浮気にご用心の巻 （4月25日）
9. 重役の椅子の巻 （5月2日）
10. お見合い騒動の巻 （5月9日）
11. （サブタイトル不明）（5月16日）
12. ああ、家政婦の巻 （5月23日）
13. 子宝がいっぱいの巻 （5月30日）
14. （サブタイトル不明）（6月6日）- ゲスト：一龍齋貞鳳
15. おアツイですの巻 （6月13日）- ゲスト：柳家金語楼
16. 温泉日記の巻 （6月20日）- ゲスト：夢路いとし・喜味こいし
17. 続・温泉日記の巻 （6月27日）- ゲスト：夢路いとし・喜味こいし
18. 酒のむなの巻 （7月4日）
19. （サブタイトル不明）（7月11日）
20. （サブタイトル不明）（7月18日）- ゲスト：堺駿二
21. （サブタイトル不明）（7月25日）
22. 写真狂の巻 （8月1日）
23. マゴマゴするなの巻 （8月8日）- ゲスト：平凡太郎
24. ケチケチいこうの巻 （8月15日）- ゲスト：大村崑、平凡太郎
25. ガメツイ夫婦の巻 （8月22日）
26. 犯人は誰だの巻 （8月29日）

- 27. 仲人はご免の巻 （9月5日）
- 28. ありがた迷惑の巻 （9月12日）
- 29. 危険人物の巻 （9月19日）
- 30. 油断大敵の巻 （9月26日）
- 31. 家出作戦の巻 （10月3日）
- 32. 求む家庭教師の巻 （10月10日）
- 33. 歌手志願の巻 （10月17日）
- 34. おばあちゃん上京の巻 （10月24日）
- 35. 信用が第一の巻 （11月7日）
- 36. 赤ん坊騒動の巻 （11月21日）- ゲスト：佐山俊二
- 37. 親子騒動の巻 （11月28日）- ゲスト：南利明
- 38. 演技が悪いの巻 （12月5日）
- 39. 花嫁候補者の巻 （12月12日）
- 40. 浮気のアリバイの巻 （12月19日）
- 41. （サブタイトル不明）（12月26日）
- 42. 初夢物語の巻 （1968年1月2日）- ゲスト：奥村チヨ、上原ゆかり
- 43. （サブタイトル不明）（1月9日）
- 44. あゝ芸術の巻 （1月16日）
- 45. 悲劇がお好きの巻 （1月23日）
- 46. 俺はプロだの巻 （1月30日）
- 47. （サブタイトル不明）（2月6日）- ゲスト：坂本新兵、海野かつを
- 48. 浮気のすすめの巻 （2月13日）- ゲスト：平凡太郎、楠トシエ
- 49. 美容相談の巻 （2月20日）
- 50. 万才!銀婚式の巻 （2月27日）

| 日本テレビ系 水曜12:15 - 12:40枠 | 日本テレビ系 水曜12:15 - 12:40枠  | 日本テレビ系 水曜12:15 - 12:40枠 |
| 前番組                           | 番組名                            | 次番組                           |
| -------------------------------- | --------------------------------- | -------------------------------- |
| マネましょう当てまショー         | エプロンおばさん （NTV版・第1期） | 女房友の会                       |
| 日本テレビ系 火曜12:00 - 12:25枠 |                                   |                                  |
| お笑い名人会                     | エプロンおばさん （NTV版・第2期） | 只今ヒル休み!                    |

### フジテレビ版
- 1983年1月10日 - 1983年5月2日  フジテレビ系列（一部系列局除く）　月曜19:30 - 20:00（第1話～第11話）→ 月曜19:00 - 19:30（第12話～第16話）
  - 主演の冨士眞奈美は本作が9年ぶりのドラマ出演だったという[3]。当初の予定では江利チエミが主役を務める予定だったが、1982年2月に急逝したため、変更された。
  - 同じ長谷川作品『意地悪ばあさん』（ドラマ第3作）の後継番組として開始した。その後『月曜ドラマランド』（月曜19:30 - 20:54）放送開始に伴い、4月からは30分繰上げた。だが、放送枠移動後の視聴率は3％台（ビデオリサーチ・関東地区調べ）にまで低下[4]、わずか1ヶ月強（1/3クール）後の5月2日放送分「父さんが家出!?」で打ち切り。その後は同年8月1日に『月曜ドラマランド』内[5]、1984年5月1日に14:00 - 14:55でそれぞれ単発放送された。
- 演出：青野暉、香月敏郎、岡屋竜一、崎田憲一
- 脚本：青野暉、城山昇、辻真先、田村多津夫、安藤豊弘、馬嶋満、大原豊、田口成光、小山高男
- プロデューサー：久保田榮一、梅村幹比古
- 音楽：高原茂仁
- 選曲：小原孝司
- 音響効果：宮田音響
- 技術協力：テレテック
- ポスプロ：ソニーPCL
- 美術協力：生田美術、装美社
- 衣裳：富士衣裳
- 美粧：おかもと技粧
- 制作：C.A.L
- 出演
  - 山野辺桃子：冨士眞奈美
  - 山野辺柿右衛門（夫）：柳生博
  - 山野辺いちご（娘）：比企理恵
  - 山野辺栗夫（息子）：実川秀和
  - 桜島（下宿人）：林家こぶ平（現：九代目林家正蔵）
  - 芋田（下宿人）：南部寅太
  - 小倉あずき（栗夫の友達）：染谷仁奈
  - 只野（月刊「マンガ」編集長）：イッセー尾形

他
- 主題歌：アラジン「レディーエプロン」

#### 放映リスト
※ゲスト出演者の後ろのカッコ内は役名
| 話数                             | 放送日         | サブタイトル                                            | 脚本                                 | 演出            | ゲスト                             |
| -------------------------------- | -------------- | ------------------------------------------------------- | ------------------------------------ | --------------- | ---------------------------------- |
| 1                                | 1983年 1月10日 | 大爆発の巻                                              | 城山昇                               | 青野暉          | B&B                                |
| 2                                | 1月17日        | 料理は恐いの巻                                          | 辻真先                               | 香月敏郎        | 田淵幸一、B&B                      |
| 3                                | 1月24日        | 事件また事件の巻                                        | 田村多津夫                           | 岡屋竜一        | B&B                                |
| 4                                | 1月31日        | 女はものすごーく強いの巻                                | 城山昇                               | 岡屋竜一        | 十勝花子                           |
| 5                                | 2月7日         | ホンモノ!?ニセモノ!?の巻                                | 安藤豊弘                             | 青野暉          | 谷幹一（林）、姫ゆり子             |
| 6                                | 2月14日        | ワープロ騒動の巻                                        | 馬嶋満                               | 岡屋竜一        |                                    |
| 7                                | 2月21日        | 空地の決闘!の巻                                         | 田村多津夫                           | 青野暉          | 玉川良一（町会長）                 |
| 8                                | 2月28日        | 今晩は!泥棒ですの巻                                     | 城山昇                               | 香月敏郎        | 星セント・ルイス（泥棒）、島田洋八 |
| 9                                | 3月7日         | 教養が何だ!の巻                                         | 大原豊                               | 岡屋竜一        | B&B                                |
| 10                               | 3月14日        | お金持ちになる方法の巻                                  | 安藤豊弘                             | 香月敏郎        | 三遊亭楽太郎（今井）               |
| 11                               | 3月21日        | 犯人は誰だ!?の巻                                        | 城山昇                               | 青野暉          |                                    |
| 12                               | 4月4日         | 女の争い大トラの巻                                      | 馬嶋満                               | 岡屋竜一        | 生田悦子（小倉安子 ＝あずきの母）  |
| 13                               | 4月11日        | 噂はこわーいの巻                                        | 馬嶋満                               | 青野暉 崎田憲一 | 志穂美悦子（春子）                 |
| 14                               | 4月18日        | 恋人試験の巻                                            | 田口成光                             | 青野暉          | 横関志摩子（レモン）               |
| 15                               | 4月25日        | 勉強しないで百点取る法の巻                              |                                      |                 |                                    |
| 16                               | 5月2日         | 父さんが家出!?の巻                                      | 田村多津夫                           | 青野暉          | B&B、弓恵子（花子）                |
| スペシャル1 （月曜ドラマランド） | 8月1日         | 張り切り大混線の巻 負けられません!の巻 翔んでるう～の巻 | 馬嶋満（第1・3話） 田口成光（第2話） | 青野暉          |                                    |
| スペシャル2                      | 1984年 5月1日  |                                                         |                                      |                 |                                    |

| フジテレビ系列 月曜19時台後半枠                | フジテレビ系列 月曜19時台後半枠                                | フジテレビ系列 月曜19時台後半枠                 |
| 前番組                                         | 番組名                                                         | 次番組                                          |
| ---------------------------------------------- | -------------------------------------------------------------- | ----------------------------------------------- |
| 意地悪ばあさん （ドラマ第3作）                 | エプロンおばさん（フジ版） （1983.1 - 3）                      | 月曜ドラマランド ※19:30 - 20:54                 |
| フジテレビ系列 月曜19時台前半枠                |                                                                |                                                 |
| さよなら三角                                   | エプロンおばさん（フジ版） （1983.4 - 5） 【当番組までドラマ】 | もっとものまねショー                            |
| フジテレビ系列 月曜ドラマランド                |                                                                |                                                 |
| どっきり天馬先生 （第9シリーズ） （1983.7.25） | エプロンおばさん スペシャル （1983.8.1）                       | どっきり天馬先生 （第10シリーズ） （1983.8.15） |

## クロスオーバー映画
本作の単独映画作品は存在しないが、東宝及び宝塚映画のサザエさんシリーズにおいて、同作のキャラクターが登場し、設定はやや原典とことなるものの原作漫画の映像化が行われている。
- サザエさんとエプロンおばさん -　1960年12月25日公開
- 福の神 サザエさん一家 -　1961年3月28日公開